# Greg Bennett
Gregory ("Greg") Bennett (Queensland, 2 januari 1972) is een triatleet en duatleet uit Australië. Hij werd tweede op het WK duatlon in 2002.
Bennett doet triatlons sinds 1987 en won zes wereldbeker titels en stond geplaatst als de nummer één triatleet van het jaar 2002 en 2003. Greg deed mee aan de Olympische triatlon op de Olympische Zomerspelen 2004. Hij haalde een vierde plaats in een totaal tijd van 1:51.41,58. In 2009 won hij de Ironman 70.3 Augusta met een tijd van 3:47.07. Hiermee kwalificeerde hij zich voor het WK Ironman 70.3 waar hij een 27e plaats behaalde.
Hij is getrouwd met Laura Bennett. Hij is aangesloten bij Queensland Academy of Sport.

## Titels
- Australisch kampioen triatlon (sprint?) : 1996, 1997
- Australisch kampioen triatlon op de olympische afstand: 1997, 1998, 1999
- Australisch kampioen triatlon op de lange afstand: 1999
- Oceanisch kampioen triatlon: 1998, 1999

## Prijzen
- ITU wereldbeker triatlon - 2002, 2003

## Palmares

### triatlon
- 1994: 14e WK olympische afstand in Wellington - 1:53.52
- 1995: 12e WK olympische afstand in Cancún - 1:51.04
- 1996: 4e WK olympische afstand in Cleveland - 1:41.03
- 1997: 5e WK olympische afstand in Perth - 1:49.47
- 1998: 15e WK olympische afstand in Lausanne - 1:57.26
- 1999: 22e WK olympische afstand in Montreal - 1:47.07
- 2000: 10e WK olympische afstand in Perth - 1:52.26
- 2002: 4e WK olympische afstand in Cancún - 1:51.27
- 2003: 11e WK olympische afstand in Queenstown - 1:56.29
- 2004: 4e Olympische Spelen in Athene - 1:51.41,58
- 2005: 15e WK olympische afstand in Gamagōri - 1:51.06
- 2007:  St. Anthony's Triathlon - 1:46.30
- 2007: 5e Hy-Vee Triathlon & ITU BG World Cup - 1:51.03
- 2008: 24e WK olympische afstand in Vancouver - 1:51.47
- 2009:  Ironman 70.3 Augusta - 3:47.07
- 2009: 27e WK Ironman 70.3 - 3:45.48
- 2010: 25e WK sprintafstand in Lausanne - 54.26

### duatlon
- 2002:  WK in Alpharetta - 1:45.29